# Polidipsija
Polidipsija je simptom, ki nakazuje na povečan občutek žeje.
Polidipsija se pogosto pojavlja kot ena od zgodnjih simptomov sladkorne bolezni, a lahko je tudi povzročena sprememba osmolarnosti ekstracelularne tekočine (ECF), hipoglikemije ali zmanjšanega volumna krvi.